# Manastigma venezolana
Manastigma venezolana är en fjärilsart som beskrevs av Nicolay 1977. Manastigma venezolana ingår i släktet Manastigma och familjen juvelvingar. Inga underarter finns listade i Catalogue of Life.